# Agenioideus
Agenioideus is een geslacht van vliesvleugelige insecten van de familie spinnendoders (Pompilidae).

## Soorten
- A. apicalis - grote muurspinnendoder (Vander Linden, 1827)
- A. arenicolus (Priesner, 1955)
- A. ciliatus (Lepeletier, 1845)
- A. cinctellus - bonte muurspinnendoder (Spinola, 1808)
- A. coronatus (Nouvel & Ribaut, 1958)
- A. dichrous (Brullé, 1840)
- A. excisus (Morawitz, 1890)
- A. fascinubecula Wolf, 1986
- A. fertoni (Saunders, 1901)
- A. gentilis (Klug, 1834)
- A. injudicatus Junco y Reyes, 1960
- A. kerkyrus Wolf, 1985
- A. nubecula (Costa, 1874)
- A. poultoni (Saunders, 1904)
- A. rhodosoma (Kohl, 1886)
- A. ruficeps (Eversmann, 1849)
- A. rytiphorus (Kohl, 1886)
- A. seminiger (Taschenberg, 1880)
- A. sericeus - kleine muurspinnendoder (Vander Linden, 1827)
- A. tussaci Wolf, 1986
- A. usurarius - rode muurspinnendoder (Tournier, 1889)